# Historische Kommission für die böhmischen Länder
Die Historische Kommission für die böhmischen Länder (tschechisch Historická komise pro dějiny českých zemí) ist ein eingetragener Gemeinnütziger Verein von Wissenschaftlern, die zur Landesgeschichte der historischen Länder der Krone Böhmen (Böhmen, Mähren, Schlesien, ab 1742 auch Österreichisch-Schlesien) forschen bzw. ab 1918 der Tschechoslowakei und ab 1993 der Tschechischen Republik.

## Geschichte
Die Kommission, deren Sitz in Heidelberg ist, wurde 1954 als „Historische Kommission der Sudetenländer“ gegründet. Ihre Mitglieder arbeiten mit mehreren tschechischen wissenschaftlichen Organisationen zusammen sowie dem Herder-Institut in Marburg, dem Herder-Forschungsrat und dem Collegium Carolinum in München zusammen. Vorsitzender ist (2017) Robert Luft vom Collegium Carolinum.
Die Kommission vergibt einen Wissenschaftspreis und gibt die Reihe Forschungen zu Geschichte und Kultur der böhmischen Länder im Peter Lang Verlag heraus. Mit dem Herder-Institut erstellt sie eine Literaturdokumentation zur Geschichte Ostmitteleuropas.
Die Kommission ist im Buch „Die Arbeit des Forschungsverbundes Ostmitteleuropa in den Jahren 1990-1996“ und in verschiedenen Berichten der Bundesregierung zur Arbeit nach § 96 BVFG als eine von sieben Historischen Kommissionen aufgeführt.

## Mitglieder
Ordentliche, Korrespondierende und Ehrenmitgliedern sind oder waren u. a. Stephan Albrecht, Manfred Alexander, Joachim Bahlcke, Heinrich Bodensieck, Detlef Brandes, Winfried Eberhard, Anton Ernstberger, Horst Glassl, Monika Glettler, Frank Hadler, Peter Haslinger, Peter Hilsch, Rudolf Jaworski, Michaela Marek, Franz Machilek, Stefan Samerski, Heribert Sturm, Tatjana Tönsmeyer, Martin Schulze Wessel, Thomas Winkelbauer und Volker Zimmermann.
Mitglieder der im Jahre 1954 gegründeten Historischen Kommission der Sudetenländer waren Historiker und Wissenschaftler wie Anton Altrichter, Hermann Aubin, Anton Blaschka, Josef Blau, Josef Hanika, Josef Hemmerle, Rudolf Hemmerle, Rudolf Hönigschmid, Karl Gottfried Hugelmann, Emil Lehmann, Eugen Lemberg, Josef März, Theodor Mayer, Friedrich Metz, Karl Valentin Müller, Josef Nadler, Kurt Oberdorffer, Theodor Oberländer, Friedrich Panzer, Hermann Raschhofer, Wilhelm Weizsäcker, Heinz Zatschek.